# A Dead Poem
A Dead Poem — четвёртый студийный альбом группы Rotting Christ, вышедший в 1997 году . В записи альбома принял вокалист группы Moonspell Фернандо Рибейро, его вокал можно услышать на композиции Among Two Storms.

## Список композиций
1. «A Sorrowful Farewell» — 4:52
2. «Among Two Storms» — 4:09
3. «A Dead Poem» — 4:08
4. «Out of Spirit» — 4:06
5. «As If By Magic» — 5:53
6. «Full Color is the Night» — 4:49
7. «Semigod» — 4:41
8. «Ten Miles High» — 4:34
9. «Between Times» — 5:03
10. «Ira Incensus» — 5:19

## Участники записи
- Сакис Толис — гитара, вокал
- Themis — ударные, бэк-вокал
- Andreas — бас
- Kostas — гитара
- Panayotis — клавишные
- Fernando (Moonspell) — гостевой вокал на «Among Two Storms»
- Xy — клавишные